# Dipteryx charapilla
Dipteryx charapilla é uma espécie vegetal da família Fabaceae.
Apenas pode ser encontrada no seguinte país: Peru.